# Hall de l'indépendance
Le hall de l'indépendance coréenne est un mémorial et musée situé à Cheonan dans la province du Chungcheong du Sud en Corée du Sud. Il a été ouvert au public le 15 août 1987. Le mémorial a été érigé dans le but de garder la mémoire des victimes qui se sont battues pour que la Corée garde son indépendance.

## Composition du mémorial et thèmes abordés
Le mémorial comprend au total 37 bâtiments couvrant une surface de 400 hectares.
1. Hall 1 : Les origines de la nation
2. Hall 2 : Les ordres de la nation
3. Hall 3 : La sécurité et la protection de la nation
4. Hall 4 : Les sanglots de la nation
5. Hall 5 : La restauration de la souveraineté nationale
6. Hall 6 : La construction de la nation nouvelle
7. Hall 7 : Le hall du gouvernement provisoire coréen
8. Le cinéma 4D
9. Le grand hall de la nation : il comporte notamment la statue de l'esprit invincible des Coréens qui a été faite de 274 pierres de granit pesant chacune 3 à 4 tonnes.
10. L'exposition des reliques des bâtiments généraux du gouvernement japonais.
11. Le monument de la nation : cette sculpture culmine à 51 mètres de hauteur. Elle symbolise à la fois deux mains en prière et les ailes d'un oiseau dans le ciel représentant la liberté.
12. Le monument de la réunification : il comporte en son centre la cloche de l'unification. Elle est en bronze et mesure près de 3 mètres de haut pour un poids de presque 9 tonnes. La cloche est sonnée pour exprimer le désir des Coréens à une réunification pacifique.
13. (Non numéroté) : La place de la nation (où sont commémorées les cérémonies de grandes envergures), le théâtre culturel de plein air du 1er mars, l'espace ouvert pour l'harmonie et l'unité, et le mémorial des patriotes.

## Expositions
Le hall comprend des expositions symboliques, permanentes et périodiques. En 2009, il y avait plus de 80 000 objets tels que des livres, des peintures, des poteries, des travaux calligraphiques et autres objets historiques.

## Financement
Les fonds nécessaires à la construction du mémorial ont été entièrement levés à l'aide de donations.

## Autres
Le grand hall de la nation est le plus grand bâtiment à toit en tuile d'Asie avec une surface de 126 par 68 mètres et culminant à plus de 45 mètres de hauteur.
La cloche de l'unification est réputée comme étant la plus vieille cloche coréenne.